# Haplohyphes huallaga
Haplohyphes huallaga is een haft uit de familie Leptohyphidae. De wetenschappelijke naam van de soort is voor het eerst geldig gepubliceerd in 1966 door Allen.
De soort komt voor in het Neotropisch gebied.